# Filmato Patterson-Gimlin

Un fotogramma del filmato che, secondo gli autori, mostrerebbe un esemplare femmina di Bigfoot, ripreso nell'ottobre 1967 da Roger Patterson e Robert Gimlin a Bluff Creek in California

Il filmato Patterson–Gimlin (conosciuto anche come Bigfoot, Patterson film o Patterson-Gimlin film) è un breve cortometraggio amatoriale che mostra una creatura umanoide non identificata che gli autori definirono essere un Bigfoot. Il filmato venne girato nell'ottobre 1967 nella foresta nei pressi del torrente Bluff Creek, un affluente del fiume Klamath, a circa 25 miglia a nord est di Orleans, California, nella Contea di Del Norte e da allora è stato oggetto di tentativi di autenticazione o demistificazione. Il filmato divenne famoso perché fu l'unico ad essere preso in considerazione dagli studiosi fino all'arrivo delle tecniche moderne di stabilizzazione delle immagini (con le quali tra l'altro si nota un fermaglio di una fibbia alla vita).
Gli autori del filmato sono Roger Patterson (14 febbraio 1933 - 15 gennaio 1972) e Robert "Bob" Gimlin (18 ottobre 1931). Patterson morì di cancro nel 1972 e "mantenne fino alla fine la propria versione che il filmato fosse vero". L'amico di Patterson, Gimlin, ha sempre negato di essere stato complice di Patterson in una "burla" o in una "frode" di alcun genere; egli per lo più evitò di discutere pubblicamente l'argomento almeno dai primi anni settanta fino al 2005 circa (tranne che in tre occasioni), quando cominciò a rilasciare interviste sull'argomento e a partecipare a conferenze sul Bigfoot.
Il filmato è composto da 954 fotogrammi e dura 59.5 secondi, con 16 fotogrammi al secondo. La data delle riprese è il 20 ottobre 1967 secondo gli autori, sebbene alcuni osservatori credono che sia stato girato prima.

## Antefatto
Patterson disse di avere iniziato ad interessarsi al Bigfoot dopo aver letto un articolo di Ivan T. Sanderson sulla rivista True nel dicembre 1959. Nel 1961 Sanderson pubblicò il suo enciclopedico Abominable Snowmen: Legend Come to Life, un resoconto di tutti gli avvistamenti nel mondo di creature simili al Bigfoot, incluse tracce recenti, orme, ecc... rinvenute nella zona di Bluff Creek. Marian Place scrisse:
Nel maggio-giugno 1967 Patterson cominciò le riprese di un docudrama o pseudo-documentario su un gruppo di cowboy guidati da un vecchio minatore e da un saggio indiano sulle tracce del Bigfoot. Come attori e cameraman, impiegò almeno nove volontari, incluso l'amico Gimlin (truccato nella parte della guida indiana) e Bob Heironimus, per tre giorni di riprese, forse nel weekend del Memorial Day. Molti hanno ipotizzato che Patterson avrebbe potuto aver bisogno di un costume da Bigfoot, per girare alcune scene.
Prima dell'ottobre 1967, Patterson si era recato a Los Angeles nelle seguenti occasioni:
- Nel 1964 a Hollywood dove andò a trovare il musicista rockabilly Jerry Lee Merritt.[14][15][16]
- Nel 1966 nuovamente a trovare Merritt che cercava di vendere una propria invenzione.[17] Merritt si trasferì a Yakima e divenne vicino di casa di Patterson, e successivamente avrebbe collaborato con lui per il suo documentario sul Bigfoot.[18]
- Nell'estate del 1967, per discutere dei diritti d'autore e dei finanziamenti per il progetto del documentario.[19]

Nell'ottobre 1967, Patterson e Gimlin si misero in viaggio per raggiungere la Six Rivers National Forest nella California del nord. Viaggiarono nel furgone di Gimlin, portandosi dietro delle provviste e tre cavalli. Patterson aveva scelto quella zona proprio per i trascorsi avvistamenti della creatura, e perché in loco erano state trovate delle impronte enormi nel 1958.
Per vari decenni non fu più possibile risalire al luogo esatto delle riprese, principalmente a causa della crescita della vegetazione e del fogliame nel torrente dopo l'alluvione del 1964. Il sito è stato riscoperto nel 2011.

## Il presunto avvistamento

Il filmato Patterson-Gimlin stabilizzato con l'intelligenza artificiale

Secondo quanto riportato, nel primo pomeriggio di venerdì 20 ottobre 1967, Patterson e Gimlin stavano facendo una passeggiata a cavallo lungo la sponda sinistra del Bluff Creek. Verso le 13:15-13:40 circa, giunsero vicino a un grosso tronco di un albero caduto nei pressi di una curva del torrente. Quando lo aggirarono, scorsero un nido di corvo - rimasto lì dall'alluvione del 1964 e poi, quasi simultaneamente, individuarono una figura che si muoveva lì dietro. Accanto al torrente sulla riva opposta alla loro sinistra, c'era una enorme figura umanoide coperta di pelo che stava camminando. Gimlin in seguito si descrisse come in preda a un lieve stato di shock dopo aver visto per la prima volta la strana creatura.

Inizialmente Patterson stimò l'altezza della creatura dai 2 ai 2,15 metri, ma successivamente dichiarò che era alta circa 2,30 metri. Alcuni analisti successivi, come l'antropologo Grover Krantz, suggerirono che Patterson avesse esagerato di circa 30 centimetri. Gimlin stimò che la creatura fosse alta circa 1,83. Il filmato di Patterson e Gimlin mostra un bipede peloso dall'aspetto scimmiesco con un seno prominente, per questo identificabile come un esemplare femminile (che venne successivamente soprannominata "Patty"). La figura nel film rispecchia in generale le descrizioni del Bigfoot date da chi afferma di averne visto uno.

La sagoma di "Patty" come appare nel filmato di Patterson & Gimlin

Patterson disse di trovarsi a una distanza di circa 7 metri e mezzo dalla creatura. Raccontò che il suo cavallo si spaventò alla vista del Bigfoot, e che dovette passare 20 secondi a districarsi dalla sella, controllando il suo cavallo, per spostarsi dall'altra parte, e prendere la sua macchina fotografica da una bisaccia prima che potesse correre verso la figura mentre faceva funzionare la macchina da presa. Urlò "coprimi!" a Gimlin, "intendendo che voleva tirasse fuori il fucile". Gimlin attraversò il torrente a cavallo dopo che Patterson era corso ben oltre, passando su un sentiero a sinistra di Patterson e un po' oltre la sua posizione. Poi, fucile in mano, smontò da cavallo, ma non puntò l'arma verso la creatura.
La figura si era allontanata da loro di circa 300 metri prima che Patterson iniziasse a rincorrerla. Il filmato risultante è molto mosso all'inizio fino a quando Patterson si stabilizzò a 250 metri dalla creatura. A quel punto, essa si voltò un attimo di lato per osservare gli uomini e Patterson cadde in ginocchio; circa al fotogramma 264. Parlando con il ricercatore John Green, Patterson avrebbe definito l'espressione della creatura un misto di "disprezzo e disgusto". Da questo punto in poi inizia la parte centrale e stabile del film, contenente il famoso fotogramma 352. Dopo aver guardato da sopra la spalla, la creatura scompare alla vista dietro un boschetto di alberi per 14 secondi, quindi riappare negli ultimi 15 secondi del film dopo che Patterson si è spostato in un punto di vista migliore, per poi svanire di nuovo nella boscaglia mentre la bobina del film termina.
Gimlin rimontò a cavallo e inseguì la creatura, tenendosi a distanza di sicurezza, fino a quando il Bigfoot scomparve dietro una curva della strada a trecento metri di distanza. Quindi Patterson gli urlò di tornare indietro, sentendosi vulnerabile a piedi e senza un fucile, perché temeva di essere assalito dal "maschio" dell'esemplare femmina incontrato. L'intero avvistamento durò meno di due minuti. Patterson inserì una seconda bobina nella cinepresa e filmò le impronte lasciate dalla creatura. Poi i due uomini seguirono le tracce di "Patty" per oltre un miglio prima di rinunciare.

## Reazioni immediate
Approssimativamente verso le 18:30, Patterson e Gimlin incontrarono Al Hodgson nel suo negozio a Willow Creek, e gli chiesero di chiamare Donald Abbott, "l'unico scienziato di una certa levatura che avesse dimostrato serio interesse in materia di Bigfoot". Quindi Patterson espresse l'intenzione di guidare fino a Eureka per spedire al più presto il filmato per lo sviluppo. Giunto in loco nella zona di Eureka, telefonò a suo cognato Al DeAtley a Yakima e gli disse di attendere la preziosa pellicola che gli avrebbe spedito.
Dopo aver spedito il tutto, Patterson e Gimlin tornarono al campo dove avevano lasciato i cavalli. Sulla via del ritorno si fermarono alla Lower Trinity Ranger Station, circa alle 21:00 di sera. Qui incontrarono Syl McCoy [altro loro amico] e Al Hodgson. A questo punto Patterson chiamò il giornale Times-Standard e raccontò la storia dell'avvistamento.

## Reazioni a lungo termine

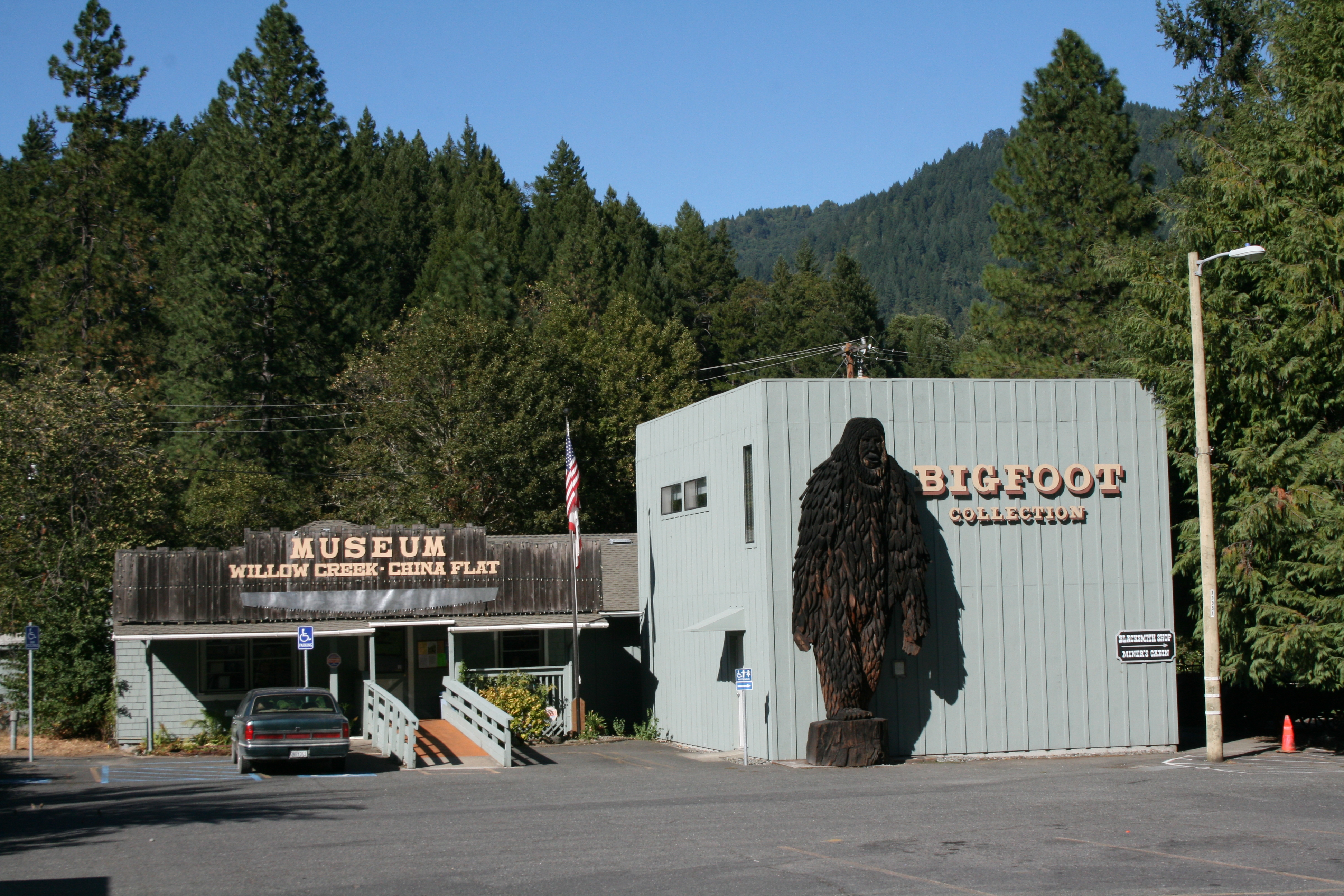
Il "Bigfoot Museum" a Willow Creek, California

Grover Krantz scrisse che "Patterson fece sviluppare il film prima possibile, perché credeva realmente di avere in mano la prova dell'esistenza del Bigfoot e voleva che la comunità scientifica ne prendesse visione". Ma solo pochi studiosi furono disposti a visionare il filmato, ritenendolo un falso ancora prima di guardarlo. Proiezioni del filmato si ebbero a Vancouver, Manhattan, Bronx, Washington, Atlanta, e ancora Washington (tutte alla fine del 1968); poi fu proiettato anche a Beaverton, Oregon. La comunità scientifica espresse molte riserve, per usare un eufemismo, sull'autenticità del filmato. Nel 1971 il filmato Patterson-Gimlin fu mostrato anche in Europa, con proiezioni in Inghilterra, Finlandia, Svezia, Svizzera e Russia. Ma le conclusioni degli esperti ufficiali furono le stesse.
Nonostante lo scarso interesse dimostrato dalla comunità scientifica, Patterson fu ugualmente in grado di capitalizzare sul film. Firmò un accordo con la BBC, permettendo l'utilizzo del filmato in un docudrama.
Il filmato acquisì presto molta notorietà presso il pubblico. Patterson apparve in varie trasmissioni televisive per raccontare la sua storia. Apparvero articoli sul "filmato del Bigfoot" su riviste quali Argosy, National Wildlife Magazine, e Reader's Digest. In seguito Patterson vendette i diritti di riproduzione del filmato a vari intermediari, fatto che comportò costose complicazioni legali.
Patterson morì nel 1972 a causa di un linfoma di Hodgkin. Secondo Michael McLeod, Greg Long, e Bill Munns, "pochi giorni prima di morire, Roger disse a Peter Byrne (autore di un libro sul Bigfoot), che a posteriori ... avrebbe voluto aver sparato alla creatura così da poter mostrare un cadavere come prova invece di uno spezzone di film".
Nel 1974, Bob Gimlin, dietro sostegno finanziario di René Dahinden, fece causa a DeAtley e alla vedova di Patterson, Patricia, affermando di non aver mai ricevuto la sua percentuale di guadagni derivante dallo sfruttamento del filmato. Vinse la causa nel 1976.

### Reazioni da parte della comunità scientifica
Il film Patterson-Gimlin ricevette un interesse relativamente scarso da parte della comunità scientifica. Le dichiarazioni degli studiosi che visionarono il filmato o che hanno condotto uno studio su di esso, sono state ristampate nel libro Bigfoot Film Journal di Chris Murphy. Le obiezioni più comuni includono il fatto che né gli umani né gli scimpanzé hanno il seno peloso come la figura che si vede nel film, e che la misteriosa creatura possa semplicemente essere un uomo con un costume addosso, per quanto ben fatto.
Come scrisse l'antropologo David Daegling, "[gli] scettici non si sono sentiti in dovere di offrire molte argomentazioni dettagliate contro il film; l'onere della prova, giustamente, dovrebbe essere a carico dei difensori". Tuttavia, senza una discussione dettagliata contro l'autenticità, Daegling nota che "il film non è mai stato accantonato". Allo stesso modo, Grover Krantz sostiene che delle molte opinioni offerte sul film, "[solo] alcune di queste si basano su competenze tecniche e un attento studio del film stesso".
Per quanto riguarda la scarsa qualità del film, le copie di seconda generazione o le copie delle produzioni TV e DVD sono inferiori alle copie di prima generazione. Molti primi fotogrammi sono sfocati a causa delle vibrazioni della cinepresa e la qualità dei fotogrammi successivi varia per lo stesso motivo. La stabilizzazione del film (ad es. quella realizzata da M. K. Davis) per contrastare l'effetto del movimento della cinepresa ha migliorato la capacità degli spettatori di analizzarlo. Per quanto riguarda la "granulosità" dell'immagine, scrive Bill Munns, "basandosi sui lucidi tolti dall'originale della cinepresa, ... l'originale ha una grana fine simile a qualsiasi altra pellicola a colori da 16mm dell'epoca."

### Sostenitori
Dimitri Bayanov, Igor Bourtsev e René Dahinden autori del saggio Analysis of the Patterson–Gimlin Film, Why We Find It Authentic, prendendo in esame le caratteristiche tecniche del filmato, la velocità dello stesso, la morfologia della creatura, e i suoi movimenti, arrivarono alla conclusione che il filmato fosse autentico.

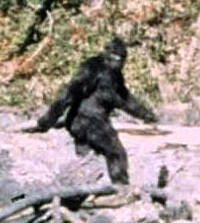
Fotogramma ingrandito tratto dal filmato Patterson-Gimlin

L'antropologo Grover Krantz, originariamente scettico circa il film di Patterson, cambiò idea nel 1969 in quanto "il realismo del movimento della creatura" lo impressionò molto. Dopo aver attentamente esaminato le riprese, egli concluse che il filmato mostra una creatura non umana totalmente sconosciuta. Principalmente, l'argomentazione a favore portata da Krantz si basa sull'analisi dettagliata del passo della figura, del suo centro di gravità e della biomeccanica. Krantz sostiene che i movimenti della gamba e del piede della creatura sono diversi da quelli di un essere umano e non avrebbero potuto essere duplicati da una persona che indossa un costume da gorilla. Krantz scrisse: "Il ginocchio è regolarmente piegato di oltre 90°, mentre la gamba umana si piega meno di 70°". Krantz sottolineò anche l'enorme larghezza delle spalle della creatura, quasi il 50% più larghe della media umana. Inoltre, lui ed altri notarono la muscolatura visibile mentre la creatura si muove, sostenendo che riprodurre ciò sarebbe stato estremamente difficile o impossibile da falsificare.
Il dottor Jeffrey Meldrum della Idaho State University, visionando il filmato dedusse quanto segue: «È ovvio persino allo spettatore occasionale che il soggetto del film possiede braccia che sono sproporzionatamente lunghe per la sua statura».
L'anatomista D. W. Grieve della Royal Free Hospital School of Medicine studiò una copia del filmato nel 1971, e scrisse una dettagliata analisi dello stesso. Egli dichiarò: «La possibilità di un falso molto intelligente non può essere esclusa del tutto», ma scrisse anche che la sua analisi dipende in gran parte dalla questione della velocità delle riprese. Grieve concluse che "la possibilità di falsificazione è esclusa se la velocità del film fosse di 16 o 18 fotogrammi al secondo. In queste condizioni un normale essere umano non potrebbe duplicare il modello osservato, il che suggerirebbe che il Sasquatch deve possedere un sistema locomotorio molto diverso da quello dell'uomo". Se girato ad alta velocità, Grieve ha concluso che la creatura "camminava con un andamento molto simile per molti aspetti a un uomo che camminava ad alta velocità", e che essendo possibile scorgere i muscoli in movimento, "se si tratta di una beffa, è estremamente ben fatta".
Nel 1969, John Green (detentore di una copia di prima generazione del filmato originale di Patterson) intervistò il dirigente della Disney Ken Peterson, che, dopo aver visionato il filmato, dichiarò che "i loro tecnici non sarebbero stati in grado di replicare il film". Green giunse alla conclusione che se la Disney non era in grado di ricreare artificialmente la scena, c'erano molte poche possibilità che Patterson lo avesse fatto, e che quindi il filmato era reale.
Il progredire delle tecnologie digitali rese possibile un'analisi più dettagliata del filmato Patterson–Gimlin. M. K. Davis, sostenitore della reale esistenza del Bigfoot, creò una versione restaurata del film con l'immagine stabilizzata, permettendo una visione più chiara della creatura da una prospettiva stabile.

### Detrattori
Lo zoologo Bernard Heuvelmans ritiene che la creatura nel film di Patterson sia un uomo travestito. Egli ha obiettato che il flusso dei peli del soggetto nel film era troppo uniforme; che i peli del seno non possono essere quelli di un primate; e che le natiche sono insufficientemente separate. Infine, ritiene il modo nel quale la creatura si allontana dalle figure umane dopo averle scorte, troppo calmo e rilassato.
L'esperto di primati John Napier, pur ammettendo la possibilità che una creatura simile al Sasquatch possa esistere, crede che il film sia un falso, adducendo come motivo il fatto che la creatura mostrata nel filmato non regge bene a un'analisi funzionale. Napier elenca varie ragioni per il suo scetticismo, per esempio: la lunghezza delle impronte che è totalmente in contrasto con l'altezza stimata della creatura, e come le impronte stesse siano del tipo "a clessidra", caratteristica ritenuta sospetta. Egli aggiunse in conclusione: «Non posso dire di aver visto la cerniera lampo, ma sono quasi sicuro che si tratti di un uomo in un costume da scimmia».
Esteban Sarmiento, specialista in antropologia presso l'American Museum of Natural History, scrisse di non trovare "prove consistenti che si tratti di una semplice burla ... ma nemmeno nulla che possa provare l'autenticità del filmato". Le sue perplessità si concentrano sulle varie componenti anatomiche del piede della creatura, e sul fatto che la pianta dei piedi sia decisamente chiara mentre invece il palmo delle mani sembra essere scuro, caratteristica che non si ritrova in nessun mammifero in natura. Inoltre, i glutei non mostrano segni di separazione.
David J. Daegling e Daniel O. Schmitt della University of Florida esaminarono il filmato, arrivando alla conclusione che fosse impossibile determinare se il soggetto ripreso fosse o meno umano, a causa della posizione della camera, del movimento della stessa, e della scarsa qualità dell'immagine. Daegling fece comunque notare che nel 1967, gli effetti speciali nel cinema e in televisione erano primitivi se paragonati a quelli più sofisticati dei decenni successivi, e concede che se il film di Patterson mostra un uomo con un costume da scimmione, "non è irragionevole suggerire che sia meglio di molti dei costumi da mostro messi insieme per la televisione in quel momento". Nondimeno, Daegling, antropologo, scrisse anche che "gli scettici più cinici possono guardare con ragionevole sospetto all'apparente fortuna di Patterson, il quale, dovendo girare un documentario sul Bigfoot, se ne ritrova praticamente subito uno davanti". Inoltre, nel 1958 Bluff Creek era già stato il luogo di attività dichiaratamente false ad opera di Ray Wallace correlate alla leggenda del Bigfoot. Nel suo libro, lo stesso Patterson menziona di essersi incontrato con Wallace in un'occasione.
Un'analisi digitale del filmato al computer fatta da Cliff Crook e Chris Murphy, due esperti della leggenda del Bigfoot, e diffusa nel gennaio 1999, mette in risalto un dettaglio che potrebbe sembrare la chiusura lampo di una tuta. Lo zoom su quattro fotogrammi ingranditi della pellicola da 16mm mostra quelli che sembrano i tracciati di un dispositivo di fissaggio a forma di campana nell'area della vita della creatura, presumibilmente usato per tenere insieme il costume. In precedenza, sia Crook che Murphy erano sostenitori dell'autenticità del filmato.
Il truccatore Rick Baker, celebre make up artist di Hollywood, creatore di effetti speciali per molti film, disse al conduttore Geraldo Rivera dello show Now It Can Be Told (1992) che "il pelo della creatura sembra di scarsa qualità, finto".
Secondo il regista John Landis si tratta di un uomo travestito da Bigfoot e John Chambers avrebbe realizzato il costume (vinse un premio Oscar per il trucco e i costumi de Il pianeta delle scimmie), anche se Chambers stesso ha smentito più volte tale ipotesi.

#### Philip Morris
Nel 2002 Philip Morris, titolare del negozio Morris Costumes, affermò di aver confezionato e venduto a Patterson un costume da gorilla, lo stesso che si vede nel filmato sul presunto Bigfoot. Morris disse di aver già discusso del suo ruolo nella burla negli anni ottanta, ma la prima dichiarazione a livello nazionale si ebbe in data 16 agosto 2002, durante una trasmissione radiofonica della stazione WBT-AM di Charlotte, Carolina del Nord. La sua storia fu anche pubblicata dal The Charlotte Observer. Morris affermò di essere stato in precedenza riluttante a esporre la bufala per paura di nuocere ai suoi affari: svelare i segreti di un cliente, ha detto, sarebbe stato considerato ampiamente poco professionale.
Morris aggiunse di aver venduto il costume a Patterson via posta nel 1967, pensando che sarebbe stato usato per uno "scherzo". A proposito della camminata della creatura nel filmato, Morris disse:

#### Bob Heironimus
Nel 1999 Bob Heironimus dichiarò di essere l'uomo che indossa il costume da scimmia che si vede nel filmato di Patterson. Heironimus disse di non aver rivelato la verità in precedenza in quanto sperava di essere pagato per il suo silenzio ed inoltre aveva paura di finire in prigione per la sua complicità nella frode. Dopo aver parlato con il suo avvocato, Barry Woodard, gli venne detto che, poiché non era stato pagato per il suo coinvolgimento nella truffa, non poteva essere ritenuto responsabile.
Un mese dopo aver visto in tv lo speciale della Fox World's Greatest Hoaxes: Secrets Finally Revealed? trasmesso il 28 dicembre 1998, egli si decise finalmente a parlare durante una conferenza stampa organizzata dal suo legale per il 30 gennaio 1999. Le sue testuali parole furono: «I'm telling the truth. I'm tired after thirty-seven years» ("Sto dicendo la verità. Sono stanco dopo trentasette anni"). La sua storia venne confermata da molti dei suoi parenti e amici; sua madre Opal e il nipote John Miller dissero di aver visto all'epoca un costume da scimmia nel bagagliaio della sua auto. Opal rivelò di aver visto il costume due giorni dopo che il filmato era stato girato. Russ Bohannon, amico di vecchia data di Heironimus, raccontò che Bob gli aveva rivelato l'imbroglio già nel 1968 o 1969.
Nel 2004 Bob Heironimus raccolse la sua testimonianza nel libro The Making of Bigfoot. Stando a Heironimus, il costume era stato creato dallo specialista dei costumi Philip Morris della Carolina del Nord e venduto in seguito a un documentarista dilettante di nome Roger Patterson per 435 dollari. Heironimus avrebbe camminato in costume di fronte a Patterson per un compenso di 1000 dollari, ma non fu mai pagato. Heironimus disse che Patterson e Gimlin lo avevano contattato nel 1967 chiedendogli di indossare il costume da Bigfoot per il loro progettato docudrama. Patterson gli chiese di portarsi dietro il costume, mentre i due restavano indietro per creare in zona delle false impronte della creatura.
Nonostante tutto questo, alcuni sostenitori della veridicità del film, insistono nell'affermare che le braccia di Heironimus sono troppo corte per essere quelle del Bigfoot che si vede nel filmato.